# Zisterzienserinnenabtei Monte Castelo
Die Zisterzienserinnenabtei Monte Castelo (portugiesisch Abadia Cisterciense Nossa Senhora da Santa Cruz) ist seit 1973 ein brasilianisches Kloster in Santa Cruz de Monte Castelo, Paraná, Erzbistum Maringá.

## Geschichte
Das brasilianische Kloster Itararé gründete 1973 als erstes Tochterkloster (150 Kilometer nordwestlich Maringá) Nossa Senhora da Santa Cruz („Maria Heiligkreuz“). 2008 wurde das Kloster zur Abtei erhoben. Zur ersten Äbtissin wurde Priorin Maria Antonia Zwerger gewählt.